# ماديسون كلارك (اخشوا الموتى السائرين)
ماديسون كلارك (بالإنجليزية: Madison Clark) شخصية خيالية ظهرت في بطولة مُسلسل الرعب الدرامي اخشوا الموتى السائرين المشتق من مسلسل الموتى السائرون و كُتب القصص المصورة بنفس العنوان. الشخصية من ابتكار روبرت كيركمان و تؤدي دورها الممثلة كيم ديكينز.

## الخلفية والشخصية
ماديسون كلارك ام عزباء، في منتصف أو آواخر الثلاثينيات، تعمل كمستشاره توجيه مدرسي في مدرسة «باول أر ويليامز» الثانوية، وهي والدة نيك واليشيا. توفي زوجها في حادث قبل أحداث المُسلسل. تلتقي ماديسون بمدرس اللغة الإنجليزية ترافيس ماناوا و تكون علاقة معه.

## وصلات خارجية
- صفحة الشخصية على قاعدة بيانات الأفلام على الإنترنت